# Gyomlay Gyula
Gyomlay Gyula (Nagyvárad, 1861. július 29. – Budapest, 1942. október 20.) klasszika-filológus, bizantinológus, műfordító, nyelvész, a Magyar Tudományos Akadémia levelező, majd tiszteleti tagja. Az ókori görög és bizánci irodalom filológiai kutatása mellett egyes klasszikus szerzők műveinek magyarra ültetésével, illetve az ókori Görögország történetével foglalkozott.

## Életútja
Nagyváradon, majd 1868 után Budán végezte alap- és középfokú tanulmányait. 1878-ban beiratkozott a Budapesti Tudományegyetemre, itt szerzett görög–latin szakos tanári oklevelet 1882-ben, a következő évben, 1883-ban pedig bölcsészdoktori vizsgáit is letette. Időközben 1882–1883-ban Szapáry Gyula pénzügyminiszter fiai mellett volt görög- és latintanár. 1883-tól a Budapesti Középiskolai Tanárképző Intézet gyakorlógimnáziumában oktatott kisegítő, 1884-től helyettesítő tanárként, 1886 és 1906 között pedig rendes tanári címmel. 1906-tól 1918-ig az Eötvös-kollégium vezetőtanára volt. 1910-ben magántanári képesítést szerzett a Budapesti Tudományegyetemen, ahol ógörög filológiát oktatott 1918-ig.
1918-ban a pozsonyi Erzsébet Tudományegyetem klasszika-filológiai tanszékére nevezték ki nyilvános rendes tanári címmel. A Csehszlovákiához került Pozsonyból 1919-ben elköltöztették az egyetemet, amely 1919 és 1923 között ideiglenesen Budapesten működött, majd 1923-ban – továbbra is Erzsébet Tudományegyetem néven – Pécsen nyitotta meg újra a kapuit. Gyomlay mindvégig megmaradt a klasszika-filológia nyilvános rendes tanára, egyúttal 1921–1922-ben a bölcsészettudományi kar dékáni, 1926–1927-ben pedig az egyetem rektori tisztét is betöltötte. 1932-ben történt nyugdíjba vonulásáig vezette a tanszéket, 1932 és 1936 között pedig megbízott előadóként oktatott az egyetemen. 1936-ban a fővárosba költözött, s ott élt élete végéig.

## Munkássága
Elsősorban ókori görög és bizánci irodalom filológiájával foglalkozott. Lefordított, illetve magyarázatokkal kiegészítve közreadott több klasszikus ógörög irodalmi művet, például Homérosz Odüsszeiájának szemelvényes kiadását (1891), Platón (1893), Tacitus (1894) és Démoszthenész (1896) válogatott írásait. Akadémiai székfoglalóját A Homeros-féle költői nyelvhasználat és a Homeros-kérdés címen tartotta meg 1899-ben. Emellett behatóan foglalkozott a magyarság középkori múltjának bizánci forrásaival, ám VI. (Bölcs) Leó Taktikájáról írott elemzését (1902) Baumgarten Ferenc erőteljes kritikával illette. 1899-es munkájában összefoglalta az ókori Görögország történetét; ezt a munkáját a szintén klasszika-filológus Hornyánszky Gyula kritizálta.
Magyar nyelvészeti kutatásai keretében elsősorban mondattani és helyesírási kérdéseket tanulmányozott. Elkötelezett művelője volt a Stolze–Fenyvessy-rendszerű egyszerűsített gyorsírásnak. Operaszövegkönyvek fordításával is foglalkozott.
Negyedszázadon keresztül tanított középiskolában, emellett oktatásügyi tevékenysége is jelentős volt. A vallás- és közoktatásügyi kormányzat megbízásából részt vett több eseti tanügyi bizottság munkájában, így a kötelező görögnyelv-oktatás helyett választható ún. görögpótló tárgyak (1891) és a tanulmányi versenyek (1892) felől döntő értekezleten, de csoportbiztosa volt az 1896-os millenniumi kiállítás közoktatási csoportbizottságának is. Oktatásügyi, pedagógiai kérdésekben rendszeresen cikkezett a kor szaklapjaiban.

### Társasági tagságai és elismerései
1898-ban a Magyar Tudományos Akadémia levelező tagjává választották, részt vett a klasszika-filológiai szakbizottság munkájában, 1938-ban pedig a tiszteleti tagok sorába emelték. 1885-től választmányi tagja volt a Budapesti Filológiai Társaságnak, amely 1935-ben tiszteleti tagjává tette. 1892-ben a Magyar Pedagógiai Társaság rendes tagjává választották, a tiszteleti tagságot 1941-ben nyerte el. 1910-től alapító tagja, 1924 után pedig elnöke volt a Magyar Gyorsíró Egyesületnek.
1921-ben elnyerte az MTA Teleki-jutalmát.

## Főbb művei
- Az attikai köztisztviselők ellenőrzéséről, különös tekintettel bűntényeik megtorlására. Budapest. 1883.
- Nagy képes világtörténet II.: A görögök története a római hódítás koráig. Budapest. 1899.
- Szent István veszprémvölgyi donatiojának görög szövegéről. Budapest. 1901. REAL-EOD
- Bölcs Leó taktikája mint magyar történeti kútforrás. Budapest. 1902. REAL-EOD
- Gyomlay Gyula: Emlékbeszéd Bartal Antal rendes tag felett; Akadémia, Bp., 1912 (A Magyar Tudományos Akadémia elhunyt tagjai fölött tartott emlékbeszédek)
- Epilogomena ad Homerum sive observationes ad elocutionem et compositionem Iliadis et ad quaestionem Homericam; MTA, Bp., 1923 (Értekezések a nyelv- és széptudományok köréből) REAL-EOD
- A görögök története. Hellász és a hellén szellem; Révai, Bp., 1925 k.
- Gyomlay Gyula beszéde, mellyel rectori székét elfoglalta; Dunántúli Egyetemi Ny., Pécs, 1928
- A tudákos helyesírásról és kiejtésről. Pécs. 1934
- Acta latina. Diplomata litterae officiales Universitatis Elisabethinae Quinqueecclesiensis, quae ab a. 1921 ad a. 1935 scripsit Julius Gyomlay; Dunántúl Ny., Quinqueecclesiis [Pécs], 1936
- Inverziók és choriambusok Arany János tizenkettős verssoraiban. Budapest. 1940. REAL-EOD
- Aischylos tragédiái és magyar tolmácsolójuk. Budapest. 1941. (Csengery Jánosról)